# Jacques Cujas
Jacques Cujas, italianizzato in Jacopo Cuiacio (Tolosa, 1522 – Bourges, 1590), è stato un giurista francese.

## Biografia

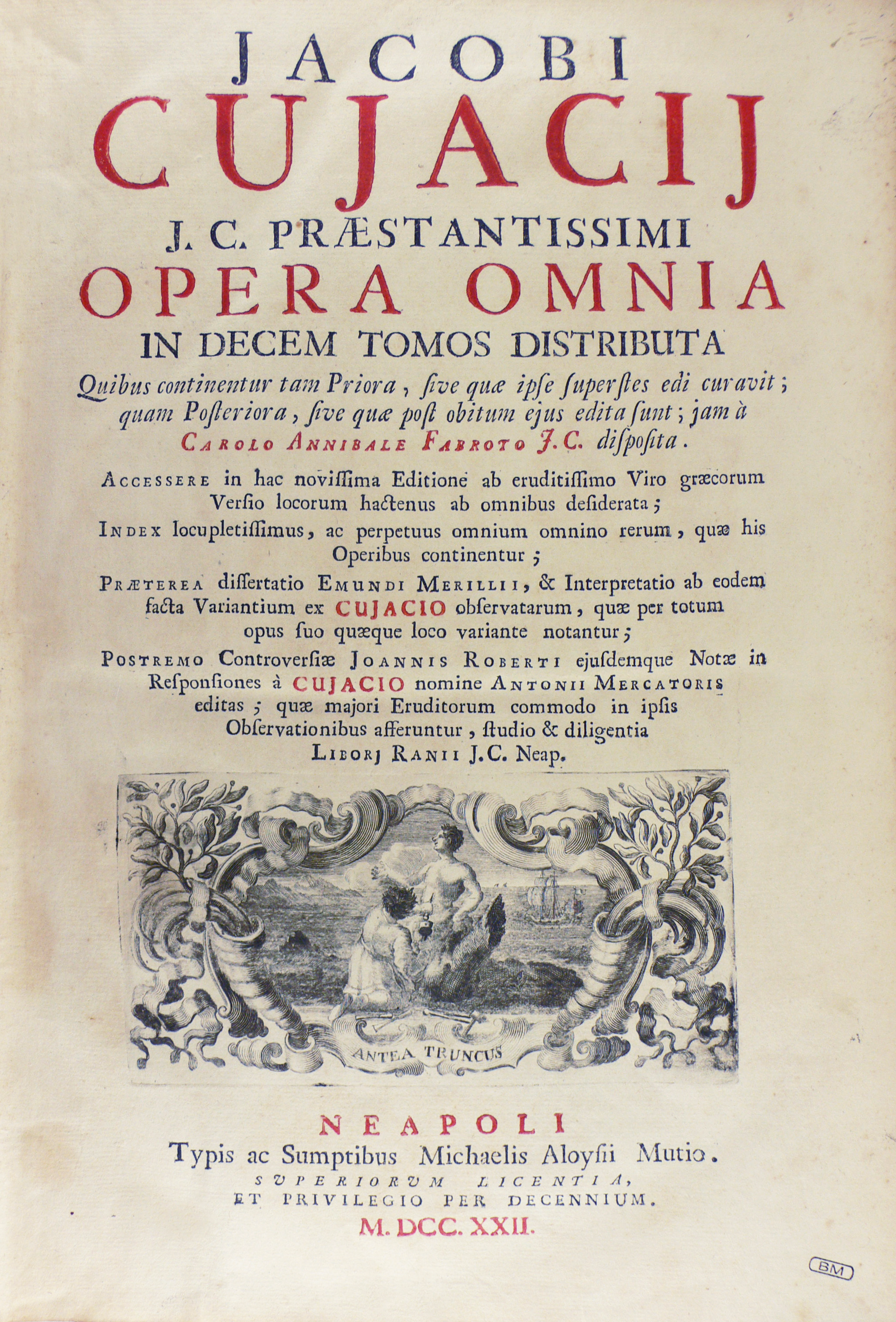
Opera omnia, 1722(Fondazione Mansutti, Milano).

Proveniente da una famiglia di origini modeste, iniziò l'insegnamento universitario nel 1547 alla Facoltà di diritto dell'Università di Tolosa, concludendo la carriera nel 1590 a Bourges, ove aveva insegnato altre due volte (nel 1555-1557 e nel 1559-1560).
Dal 1566 al 1567 insegnò a Torino, mentre in altre due occasioni fu docente a Valenza (1557-1559 e 1567-1575). Membro di spicco della Scuola culta francese, contrastò apertamente Bartolo da Sassoferrato privilegiando l'esegesi del testo rispetto al testo stesso. Fu inoltre esaltatore di Accursio. Le sue opere più importanti, manifesto della sua dottrina, sono le Observationes et emendationes e i Commentarii ai Digesti e al codice di Giustiniano. Grazie alle sue doti nel campo del diritto, egli ottenne la stima del re di Francia, del duca Emanuele Filiberto di Savoia e di papa Gregorio XIII.
Nel proprio testamento egli dispose che i suoi libri, tutti annotati di suo pugno, fossero dispersi e non venduti in un solo blocco affinché nessuno potesse servirsi sistematicamente dei suoi appunti.

## Opere
- (LA) [Opere], vol. 6, Modena, Società tipografica, 1778.

### Manoscritti
- Lecturae ad D. 2.1.3, ad D. 2.14, ad D.2.13, XVI secolo, Milano, Biblioteca Ambrosiana, Fondo manoscritti, ms. D 174 inf.,  ff. 54r-111r.